# Perce Blackborow
Perce Blackborow (Newport, 8 aprile 1894 – 8 gennaio 1949) è stato un esploratore e marinaio gallese. Ha partecipato alla spedizione Endurance in Antartide sotto il comando di Ernest Shackleton.

## Biografia
Imbarcatorsi con l'amico William Bakewell a bordo della nave Golden Gate raggiunge Montevideo. in Uruguay, dove i due cercano un nuovo lavoro. Bakewell viene assunto da Ernest Shackleton come marinaio scelto per partecipare alla spedizione Endurance in Antartide. Blackborow non riesce però a superare la selezione data la sua giovane età (all'epoca aveva solo 19 anni) e l'inesperienza della vita di mare. Bakewell e Walter How aiutano però Blackborow a salire a bordo della Endurance come passeggero clandestino.
Scoperto il terzo giorno di navigazione da Ernest Shackleton, l'esploratore irlandese decide di prenderlo a bordo con la qualifica di aiuto-cuoco. Dopo il naufragio della nave e l'arrivo all'isola Elephant, Blackborow soffre di un congelamento ai piedi con conseguente gangrena ed è costretto a trascorrere buona parte del tempo all'interno dell'improvvisato rifugio costruito con le scialuppe. Il 15 giugno 1916, con Shackleton partito a bordo della James Caird in cerca di soccorsi, i due medici della spedizione, James McIlroy e Alexander Macklin, si vedono costretti ad amputare il piede di Blackborow. Recuperato successivamente insieme a tutti gli altri membri della spedizione, Blackborow viene insignito della medaglia polare di bronzo.